# 아데나워재단

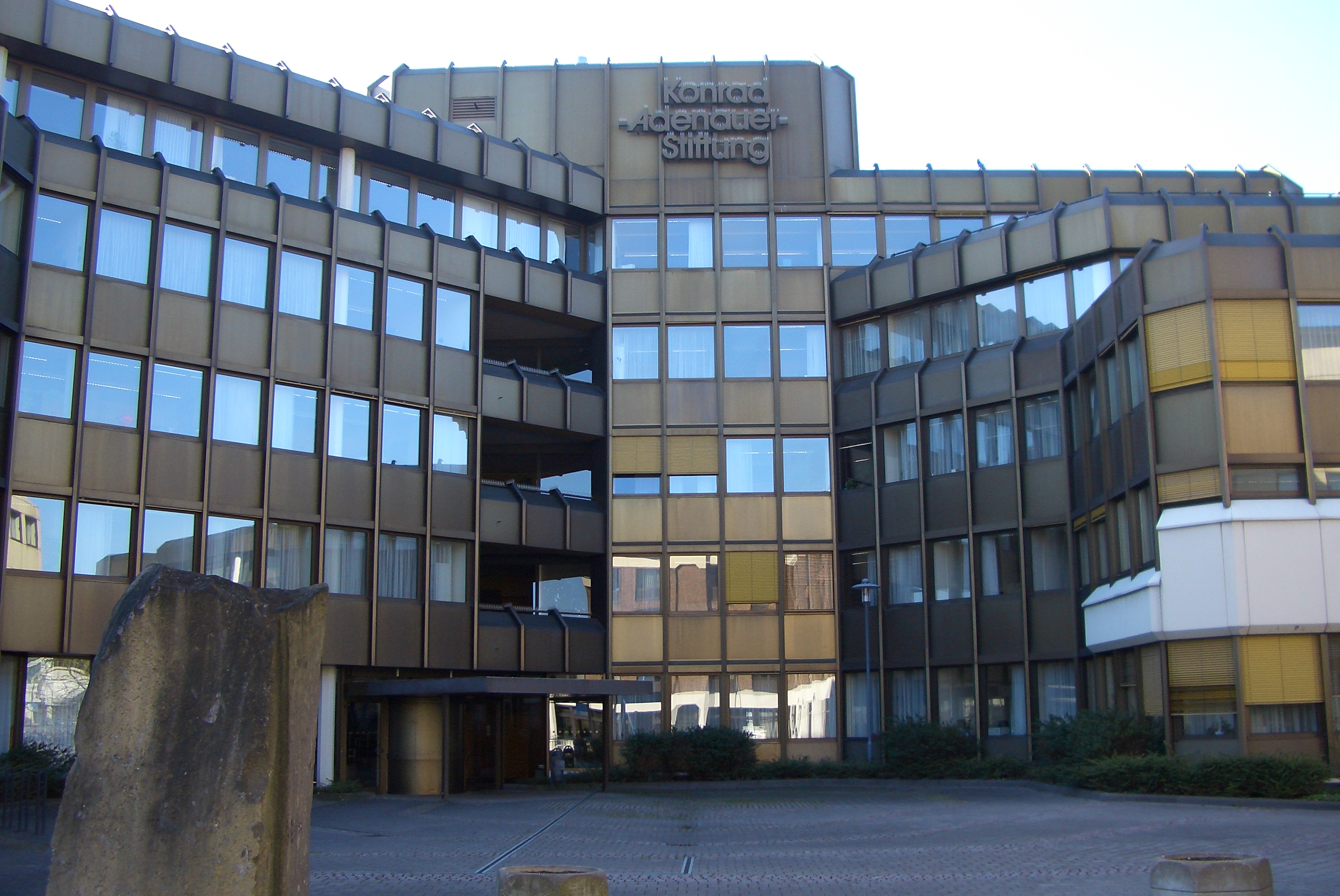

아데나워재단(Konrad Adenauer Foundation, Konrad-Adenauer-Stiftung, KAS)은 독일 기독교민주연합(CDU)과는 독립되었으나 연관되어 있는 독일의 정당 재단이다. 독일 본 주변 Sankt Augustin에 위치해 있다. 세계적으로 78개 사무소가 있으며 100개가 넘는 나라에서 프로그램들을 운영한다.

## 같이 보기
- 독일을 위한 대안
- 프리드리히 에버트 재단
- 프리드리히 나우만 재단
- 바이에른 기독교사회연합
- 동맹 90/녹색당
- 좌파당 (독일)